# Guy-Guy Fall
Pour les articles homonymes, voir Fall.
Guy-Guy Fall, né en 1974 à Brazzaville, est un chanteur, auteur-compositeur-interprète. Il est l'un des cofondateurs du célèbre groupe Extra Musica qui se fait connaître dans les années 1990 à travers le monde.
En 1996, il décide de se lancer dans une carrière solo. Il a depuis sorti 5 albums, dont Force de Frappe.
En plus de sa carrière solo, Guy-Guy rejoint le légendaire Viva La Musica de Papa Wemba en 2003.

## Discographie

### Albums studio
- 1997 : Côté Ouest
- 1999 : Force de Frappe
- 2005 : Le 3e Jour
- 2012 : Ndoki Zoba
- 2020 : Lokolo Ya Nzambe

### En tant que membre
| Année | Artiste                     | Titre                 |
| ----- | --------------------------- | --------------------- |
| 1995  | Extra Musica                | Les Nouveaux Missiles |
| 1996  | Extra Musica                | Confirmation          |
| 2003  | Papa Wemba & Viva Tendances | Somo Trop             |
| 2006  | Papa Wemba & Viva Tendances | Nkunzi Lele           |